# Xinjiangovenator
Xinjiangovenator ("lovec z Xinjiangu") byl rod teropodního (dravého) dinosaura, žijícího v období spodní křídy na území Číny (souvrství Lianmugin, geologický stupeň valangin a alb). Rod byl popsán na základě materiálu, označovaného jako IVPP 4024-2, jedná se o částečně zachovanou holenní kost o délce 31,2 cm.

## Zařazení
Původní předpoklad paleontologa Donga Zhiminga přisuzoval kost rodu Phaedrolosaurus. Ten je však znám pouze podle zubů, proto dostaly fosilie vlastní vědecké jméno. Xinjiangovenator byl zřejmě příbuzný rodu Bagaraatan. Jednalo se o zástupce kladu Coelurosauria.

## Rozměry
Podle amerického badatele Gregoryho S. Paula dosahoval tento druh délky asi 3 metry a hmotnosti zhruba 70 kilogramů. Podle jiných odhadů byl dlouhý asi 4 metry.